# Arvydas Novikovas
Arvydas Novikovas (Vilnius, 18 december 1990) is een Litouws voetballer die als aanvaller sinds 2015 voor het Duitse VfL Bochum uitkomt. Voorheen speelde hij voor FK Interas Visaginas, FK Vilnius, Heart of Midlothian FC en op huurbasis voor St. Johnstone FC. Tussen 2013 en 2015 kwam Novikovas in actie voor Erzgebirge Aue, net als Bochum actief in de 2. Bundesliga. Hij maakte zijn debuut in het Litouws voetbalelftal op 25 mei 2010 in een oefeninterland in en tegen Oekraïne (4–0 nederlaag). In een wedstrijd om de Baltische Beker 2014 tegen Finland maakte Novikovas het enige doelpunt van de wedstrijd, waardoor Litouwen zich plaatste voor de finale.